# The Piper (film 2023)
The Piper è un film del 2023 diretto da Erlingur Thoroddsen, al suo primo film in lingua inglese.

## Trama
Una giovane flautista che cerca di affermarsi accetta di completare una composizione a cui la sua vecchia mentore stava lavorando prima di morire in circostanze misteriose, ma si rende presto conto che essa ha il potere di risvegliare un'antica maledizione.

## Produzione
Il film è stato girato in Bulgaria dal giugno 2021.

## Distribuzione
Il film è stato presentato in anteprima allo Screamfest Horror Film Festival il 18 ottobre 2023. È stato distribuito nelle sale cinematografiche italiane da Vértice 360 a partire dal 18 gennaio 2024.